# 칼레 (신화)
칼레(Καλη, Kale, Καλλε, Calle, 미녀(Beauty)의 뜻)는 그리스 신화에 등장하는 아름다움과 우아를 맡는 여신, 카리테스의 1주. 또 별명으로 카리스(Χάρις, Charis)나 칼레리스(Καλλεις, Calleis)라고도 불린다.
헤시오도스가 든 아글라에아, 에우프로시네, 탈리아의 「삼미신」에는 포함되지 않지만, 일부에는 에우프로시네, 칼레, 파시테아의 3주를 「삼미신」이라고 하는 설도 있다. 호메로스의 장편 서사시 「일리아스」에서는 대장장이의 신 헤파이스토스의 아내도 된다. 평상시는 헤시오도스가 드는 탈리아나 아글라에아와 동일시되었다.
기원전 1세기의 네브셰히르 출신의 수사학자 소스트라투스 (Sostratus)에 의하면 아프로디테와 삼미신 카리테스 (그 이름은 파시테아, 칼레, 에우프로시네)와의 사이에, 아름다움을 둘러싸고 분쟁이 일어났다. 판정인을 담당하고 있던 맹목의 예언자 테이레시아스가 헤파이스토스의 아내 칼레를 제일 아름답다고 판정했다. 이것에 아프로디테가 분노해 테이레시아스를 노녀로 변신시켰다. 그 답례로 칼레가 테이레시아스에게 아름다운 장발을 주고 크레타섬에 데려 갔다.
그 이름은 고전 그리스어로 「미녀(Beauty)」라는 의미이기 때문에, 일반적인 형용으로서 잘 사용되는 말이다.

## 같이 보기
- 칼레 (위성)
- 카리테스
- 탈리아
- 아글라에아